# Orthogonal frequency division multiplexing
Orthogonal Frequency Division Multiplexing (OFDM), ook bekend als Discrete Multi-tone Modulation (DMT), is een techniek om data te versturen door gebruik te maken van meerdere smalband gemoduleerde draaggolven met verschillende frequenties. 
Bij gewone Frequency Division Multiplexing wordt het signaal samengesteld uit meerdere kleinere subsignalen die gelijktijdig op verschillende frequenties verstuurd worden zoals vroeger bijvoorbeeld bij interlokale telefonie gebeurde. Bij OFDM splitst men een bitstroom met hoge bitsnelheid op in een zeer groot aantal parallelle bitstromen met lage bitsnelheid, bij DVB-T bijvoorbeeld zijn er 8192 (8k) stromen met zeer lage bitsnelheid. De subdraaggolven, die de symbolen met lage bitsnelheid versturen, werken op zeer precies bepaalde frequenties. Meestal worden er in de parallelkanalen geen bits maar symbolen verzonden, die uit meerdere bits bestaan. Zo worden er bij QAM-64 6 bits per symbool verzonden en bij QAM-16 4 bits per symbool. De ontvanger gebruikt FFT om de kanalen weer van elkaar te scheiden. 
Door een uitgekiende keuze van de frequenties en van de FFT timing, wordt onderlinge beïnvloeding van de symbolen (Inter Symbol Interference) in de parallelkanalen voorkomen. De techniek vraagt veel rekenkracht en kan door de dalende kosten van digitale signaalprocessors (DSPs) de laatste jaren op grote schaal worden toegepast.

## Voordelen
Er zijn veel voordelen aan het gebruik van deze techniek. Zo wordt de hoeveelheid data die op een kanaal verstuurd kan worden veel groter. Het theoretische maximum volgens het bemonsteringstheorema van Nyquist-Shannon wordt dicht benaderd. 
De distorsie die veroorzaakt wordt door meerwegontvangst (bijvoorbeeld direct en via een gebouw gereflecteerd) wordt er ook mee beperkt. Bij een niet-OFDM signaal wordt het signaal bij meerwegontvangst geëchood (met als gevolg bijvoorbeeld de dubbele beelden op een analoge tv). De invloed van meerwegontvangst hangt af het looptijdverschil tussen de paden, dat op zijn beurt weer af hangt van het afstandsverschil. Als de bandbreedte van het signaal groot is ten opzichte van de 1/(looptijdverschil) zal er sterke beïnvloeding van het signaal optreden. De essentie waarom dit bij OFDM veel minder gebeurt, is dat elk van de kanalen door de lage modulatiefrequentie en dus bandbreedte de invloed van het afstandsverschil gering is, zelfs als die meerdere kilometers bedraagt. 
Wel kan de sterkte van de kanalen onderling variëren, maar dat kan door equalizers worden rechtgetrokken, zolang elk kanaal een zekere minimaal signaalniveau heeft. Hiertoe worden referentiesignalen meegezonden met bekende sterkte en fase. Deze eigenschap maakt het ook mogelijk dat meerdere zenders op dezelfde frequentie kunnen zenden, zoals voor DVB-T en DAB+ ook gebeurt. Wel moeten de zenders exact gelijke frequentie en timing van de modulatie hebben.

## Foutcorrectie
OFDM met foutcorrectiemogelijkheid wordt soms aangeduid als COFDM. Omdat echter alle OFDM transmissies gebruikmaken van codes die foutcorrectie in de ontvanger mogelijk maken, wordt de C vrijwel altijd weg gelaten.

## Verwante technieken en synoniemen
OFDM wordt in de literatuur soms ook aangeduid als multi-carrier of discrete multi-tone modulation (DMT). Zo is er bijvoorbeeld voor ADSL de oude G.Dmt standaard die nu vervangen is door OFDM.

## Toepassingen
OFDM vormt de dag van vandaag de basis voor tal van toepassingen, zowel in draadloze netwerken als netwerken over koper:

### draadloos
- WLAN: zowel in IEEE 802.11a, IEEE 802.11g, IEEE 802.11n als IEEE 802.11ac
- WiMAX
- DAB aka Digital Audio Broadcasting of digitale radio
- Digitale televisie standaarden, zoals DVB-T en DVB-H

### over koper
- ADSL

## OFDM zender

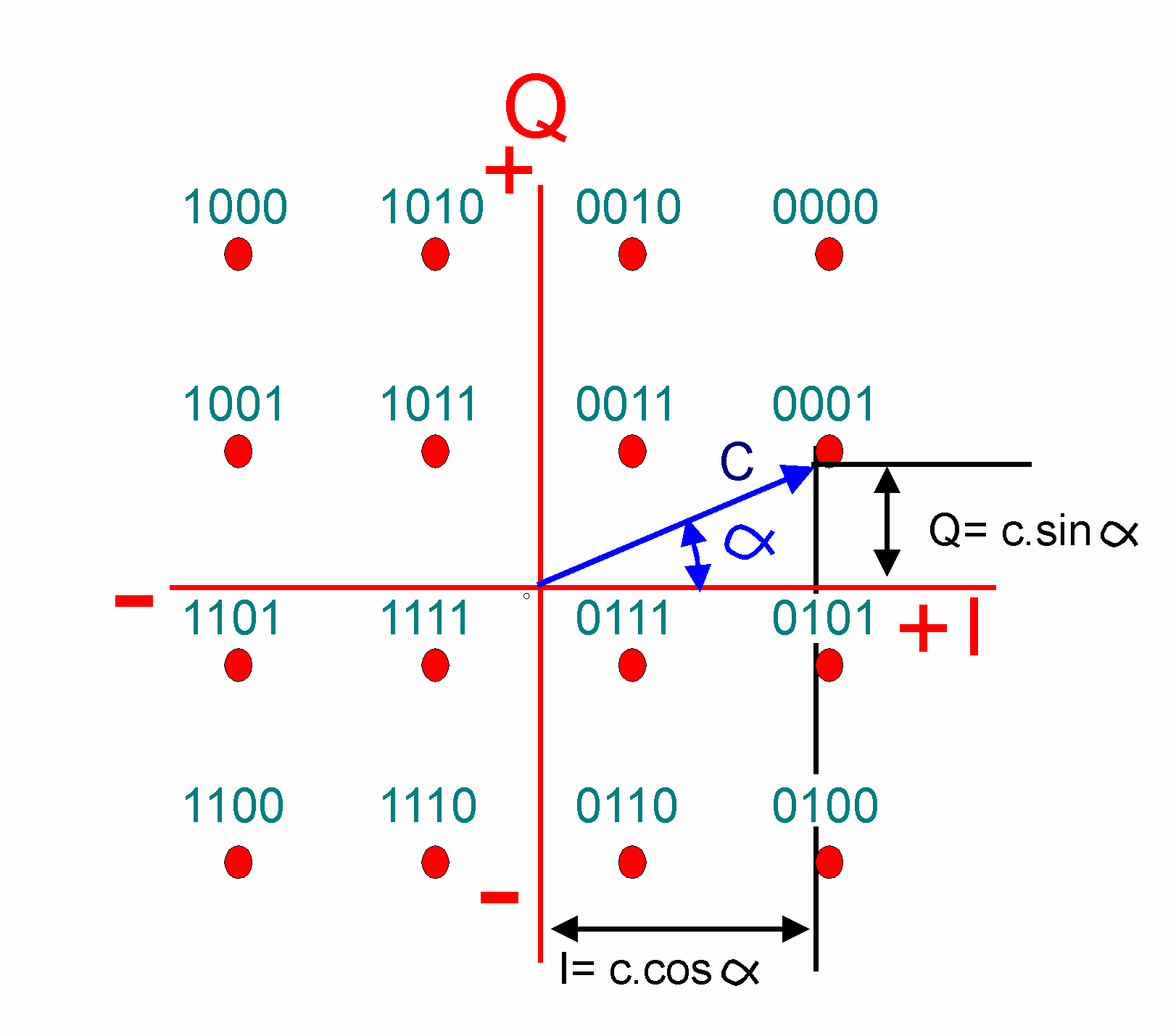
Omzetting van databits in signaal (QAM16)

In een OFDM zender wordt de te verzenden bitstroom, nadat deze voorzien is van extra bits, die foutcorrectie in de ontvanger mogelijk maken, omgezet in In fase (I) en kwadratuur (Q) componenten, waarmee de N carriers in fase en in amplitude worden gemoduleerd. Voor elk van de carriers geldt: Sn (t) = cn.cos(2Πnft+α) voor t=-Δ tot t=TU. Veel gebruikt zijn QPSK, QAM-16 en QAM-64 modulatie, waarbij per symbool periode Ts M = 2, 4 respectievelijk 6 bits per carrier kunnen worden verzonden. Het totaal aantal bits dat per elementaire periode (bruto) wordt verzonden is derhalve N*M. In dit aantal zit de overhead voor extra foutcorrectiebits, referentiesymbolen en pilootsignalen.
Een aantal carriers wordt namelijk gebruikt als pilootsigaal. Daaruit kan de ontvangers voortdurend fase- en amplitude-informatie afleiden. Verder worden in elke carrier regelmatig bekende referentiesymbolen mee gezonden. Door de gecombineerde informatie van referentiesymbolen en piloot-signalen te gebruiken, kan de ontvanger voortdurend de juiste correcties uitvoeren op frequentie en fase en zich aan wisselende transmissieomstandigheden aanpassen.

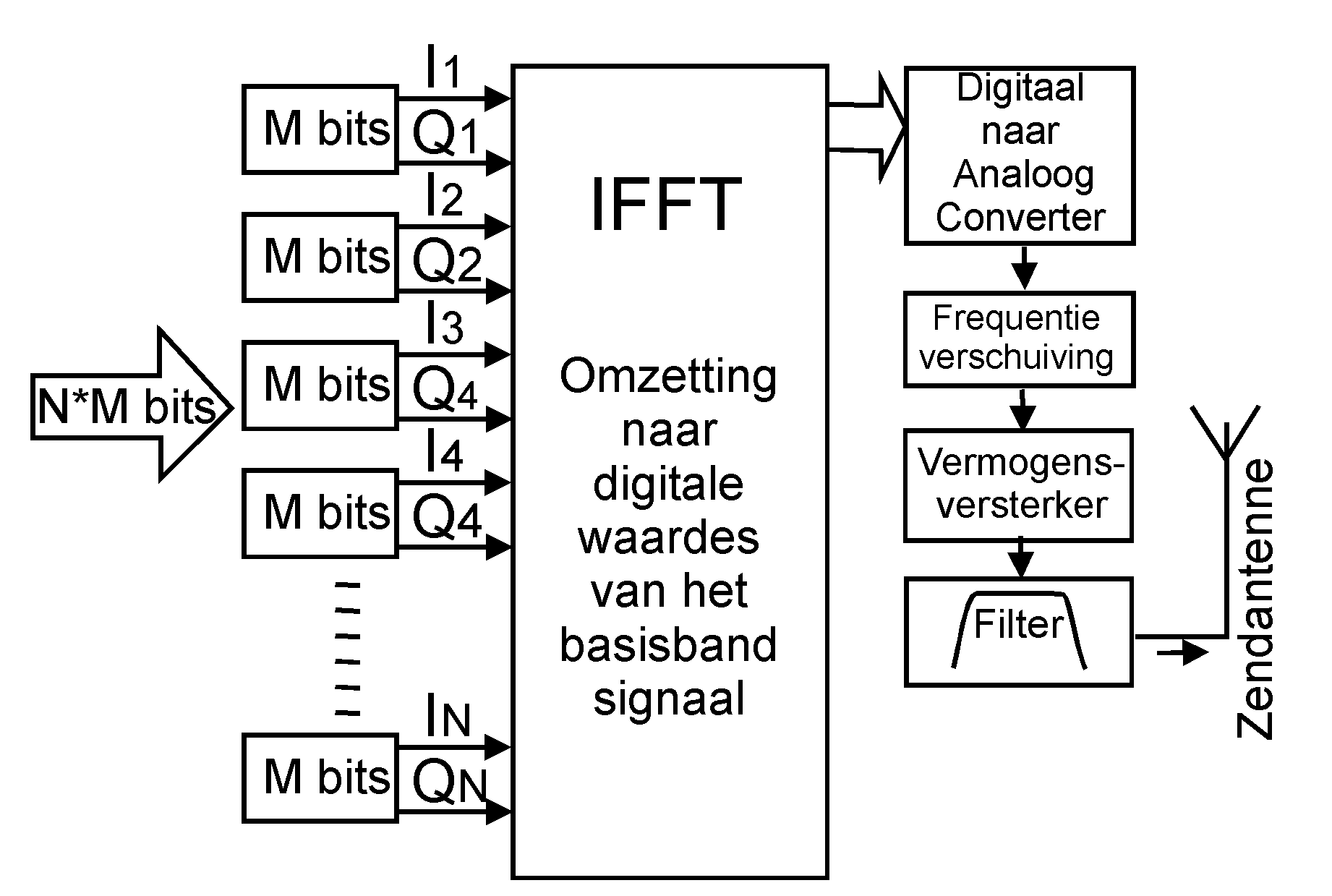
Blokschema van een OFDM zender voor draadloze signaal overdracht

De in het linkergedeelte van het zender blokschema weergegeven blokken worden in software in een digitale signaal processor uitgevoerd. Het eindresultaat is dat het Inverse Fourier Transformatie algoritme (IFFT) de aangeboden bitstroom omzet in digitale waardes van het te verzenden basisbandsignaal, dat na frequentieverschuiving naar de zend-frequentie en versterking door een vermogensversterker (zend eindtrap) en filtering wordt uitgezonden. In het algemeen, zeker voor hoge frequentie, worden 2 analoge signalen I en Q gegenereerd. De frequentieverschuiving vindt plaats met Single Sideband mixers, zodat de informatie in beide zijbanden voor alle subcarriers onafhankelijk van elkaar is. De LO voor I en Q signaal zijn 90 graden in fase ten opzichte van elkaar verschoven.
Een vervelende eigenschap van een OFDM signaal is de zeer ongunstige verhouding tussen piekvermogen en gemiddelde vermogen (PAPR, Peak to Average Power Ratio). Voor een enkel sinusvormig signaal geldt dat het piekvermogen op de top van de sinus het dubbele is van het gemiddelde vermogen. Als er, zoals bij OFDM N orthogonale sinusvormige signalen worden uitgezonden, is het totaal gemiddelde vermogen N maal het vermogen van elke carrier afzonderlijk. Op bepaalde momenten kunnen alle carriers hun maximale topwaarde bereiken, waardoor het gesommeerde signaal een vermogen heeft dat 2N2 maal zo hoog is als het vermogen van elke carrier of 2N maal zo hoog als het gemiddelde totaalvermogen. Dit stelt zeer hoge eisen aan de eindtrappen van de zender. Deze zullen de hoogste pieken clippen. Het nageschakelde bandfilter zal de ongewenste frequenties in de 'geclipte' piek verwijderen. Verder kan forward correction worden toegepast, dwz voor en na de te clippen piek wordt wat extra signaal toegevoerd. Dat is vooral een probleem bij DVB-T zenders. Voor het overige restaureren de ontvangers het signaal weer.

## OFDM ontvanger

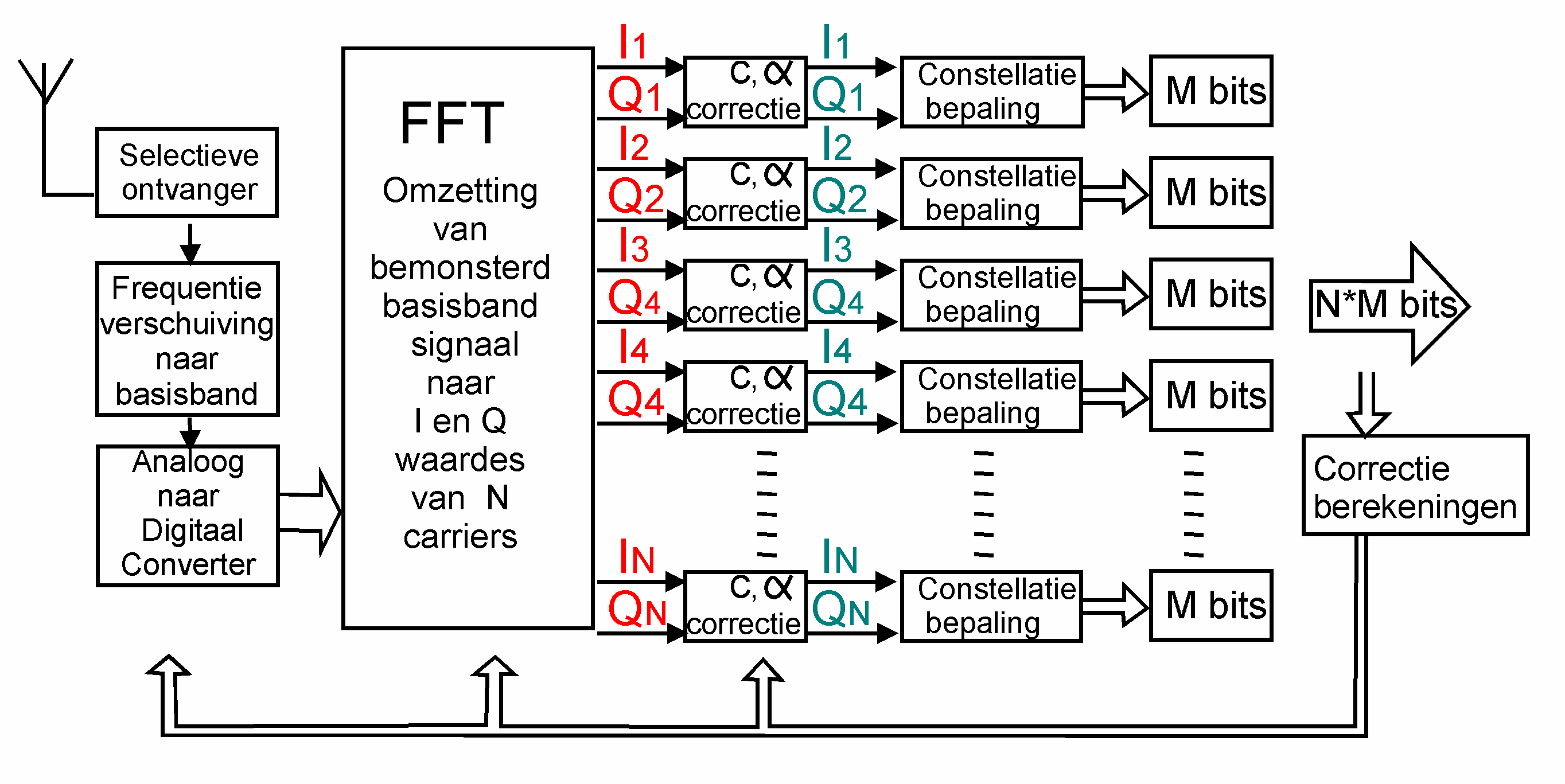
Blokschema van een OFDM ontvanger

In een OFDM-ontvanger wordt op de gewenste frequentieband afgestemd en wordt het signaal weer teruggebracht naar de basisband. Vervolgens wordt het signaal door een Analoog naar Digitaal omzetter bemonsterd en de digitale waardes worden gebruikt als input voor een FFT algoritme, dat I en Q waardes (rood) van elke van de N carriers berekent. Deze waardes zijn, bijvoorbeeld door meerweg ontvangst afwijkend van de door de zender gecodeerde waardes. De software in de ontvanger kan door gebruik te maken van de referentie-informatie die de zender heeft meegezonden in de vorm van referentie symbolen met voor de ontvanger van tevoren bekende waardes en piloot carriers, die op regelmatige afstanden tussen de andere carriers in aanwezig zijn, voor elk van de carriers correcties berekenen. Deze correcties zijn een aanpassing van de amplitude cn (vermenigvuldiging met een correctie factor)and fase αn (optellen of aftrekken van een correctie waarde) waardoor de oorspronkelijk uitgezonden I en Q waardes weer terug te vinden zijn. Zie ook de wiskundige beschrijving. Uit de I en Q waardes wordt vervolgens het oorspronkelijk uitgezonden bitpatroon teruggewonnen (constellatie detectie). Opgetreden bitfouten worden hersteld (als het er niet te veel zijn). Een deel van de informatie (pilootsignalen en referentie symbolen) wordt gebruikt om de reeds genoemde correcties uit te voeren.

## Wiskundige beschrijving

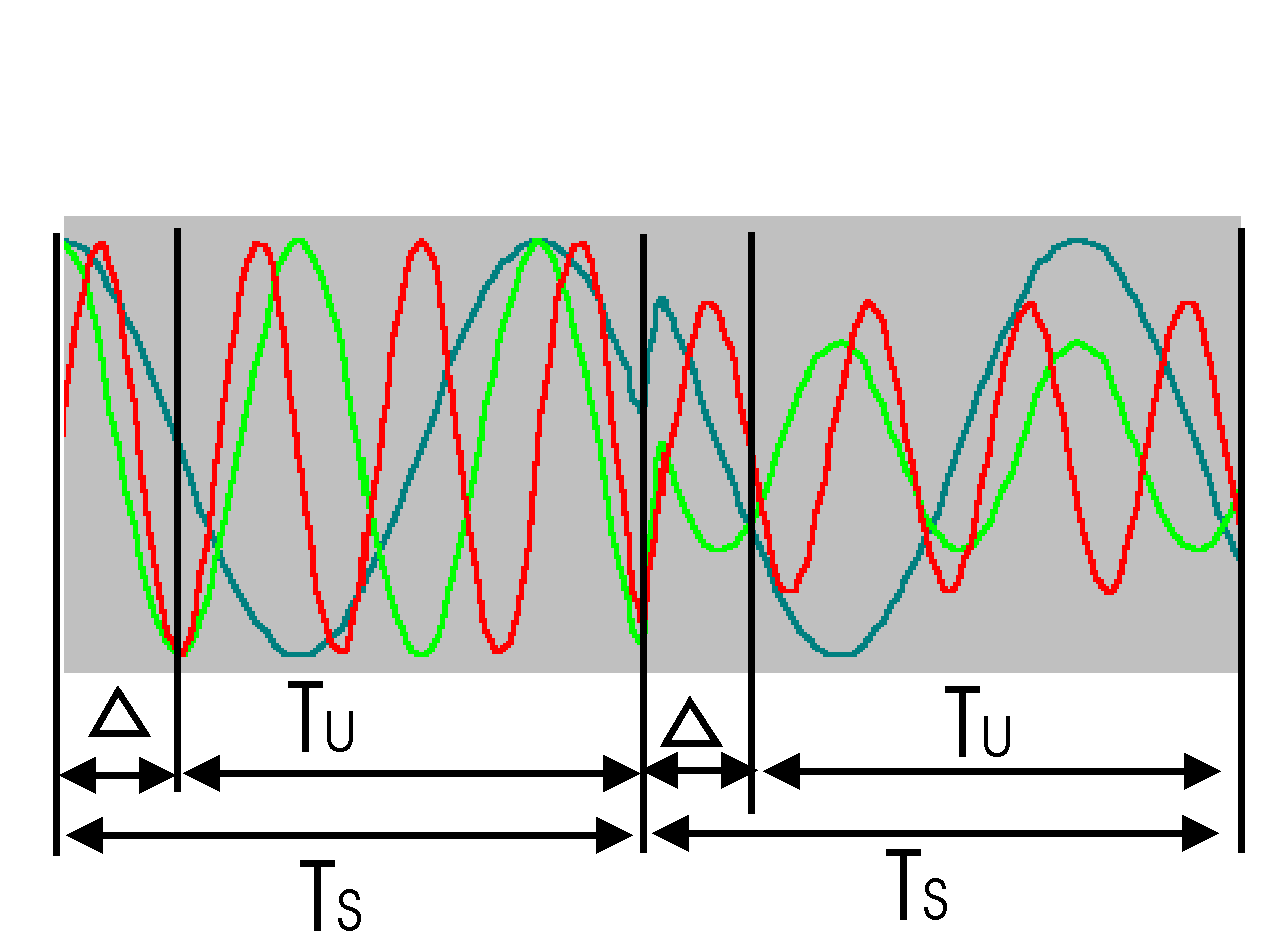
OFDM signaal met 3 carriers, T_{u} = 1/f, Δ is het guard interval (cyclic prefix)

We beschouwen een basisband, waarbij de oorspronkelijk uitgezonden N frequenties fmin, fmin+f, fmin+2f, fmin+3f, …, fmin + (N-1).f zijn teruggebracht (in frequentie verschoven) tot f, 2f, 3f, …, Nf.
(frequentie 0 = DC kan geen fase informatie bevatten)
Het OFDM signaal is voor elke periode Ts voor t = - Δ tot t = Tu te beschrijven als:
{\displaystyle U(t)=\sum _{n=1}^{N}c_{n}.\cos(2\pi .nft+\alpha _{n})} voor n =1 tot N, n geheel.
De coëfficiënten cn definiëren de amplitude van carrier n van het signaal en de coëfficiënten {\displaystyle \alpha _{n}} de fase van carrier n. Om het signaal in de ontvanger terug te winnen, correleert de ontvanger het ontvangen signaal met signalen die exact dezelfde frequentie hebben als de uitgezonden signalen.
De I en Q component van elk van de carriers 1 tot en met N wordt teruggevonden door te integreren over exact een periode T = 1/f, waarbij f gelijk is aan het frequentie verschil tussen de carriers.
Het in fasesignaal voor carrier k, {\displaystyle D_{k}} wordt gevonden door het ontvangen signaal te vermenigvuldigen met een signaal dat in frequentie exact gelijk is aan de te detecteren carrier en over exact een tijd T (=TU = 1/f) te integreren. In de ontvanger wordt dit digitaal gedaan met behulp van een FFT algoritme, waarbij de hoeveelheid rekenwerk om de fase en amplitude alle N carriers te detecteren sterk wordt beperkt, doordat veel berekeningen gecombineerd kunnen worden.
Detectie van het reële deel (in fase signaal I) deel gebeurt volgens:
{\displaystyle D_{I,k}={\frac {2}{T}}\sum _{n=1}^{N}\int _{0}^{T}c_{n}.\cos(2\pi .nft+\alpha _{n}).\cos(2\pi .kft)\,dt}
{\displaystyle ={\frac {c_{n}}{T}}\sum _{n=1}^{N}\int _{0}^{T}\cos(2\pi (n+k)ft+\alpha _{n})\,dt+{\frac {c_{n}}{T}}\sum _{n=1}^{N}\int _{0}^{T}\cos(2\pi (n-k)ft+\alpha _{n})\,dt}
{\displaystyle =0} voor :{\displaystyle n\neq k}
{\displaystyle =c_{n}.\cos(\alpha _{n})} voor :{\displaystyle n=k}
Voor het imaginaire deel (quadratuursignaal Q) geldt:
{\displaystyle D_{Q,k}=-{\frac {2}{T}}\sum _{n=1}^{N}\int _{0}^{T}c_{n}.\cos(2\pi .nft+\alpha _{n}).\sin(2\pi .kft)\,dt}
{\displaystyle =-{\frac {c_{n}}{T}}\sum _{n=1}^{N}\int _{0}^{T}\sin(2\pi (n+k)ft+\alpha _{n})\,dt-{\frac {c_{n}}{T}}\sum _{n=1}^{N}\int _{0}^{T}\sin(2\pi (n-k)ft+\alpha _{n})\,dt}
{\displaystyle =0} voor :{\displaystyle n\neq k}
{\displaystyle =-c_{n}.\sin(-\alpha _{n})\ =c_{n}.\sin(\alpha _{n})} voor :{\displaystyle n=k}
In beide gevallen geldt dat integratie over een exact geheel aantal periodes van een sinus of cosinus-functies de waarde 0 oplevert, alleen als n=k, is n-k=0 en blijft integratie over de constante term cncos(α) of cnsin(α) over hetgeen de I en Q waarde van de te detecteren carrier oplevert

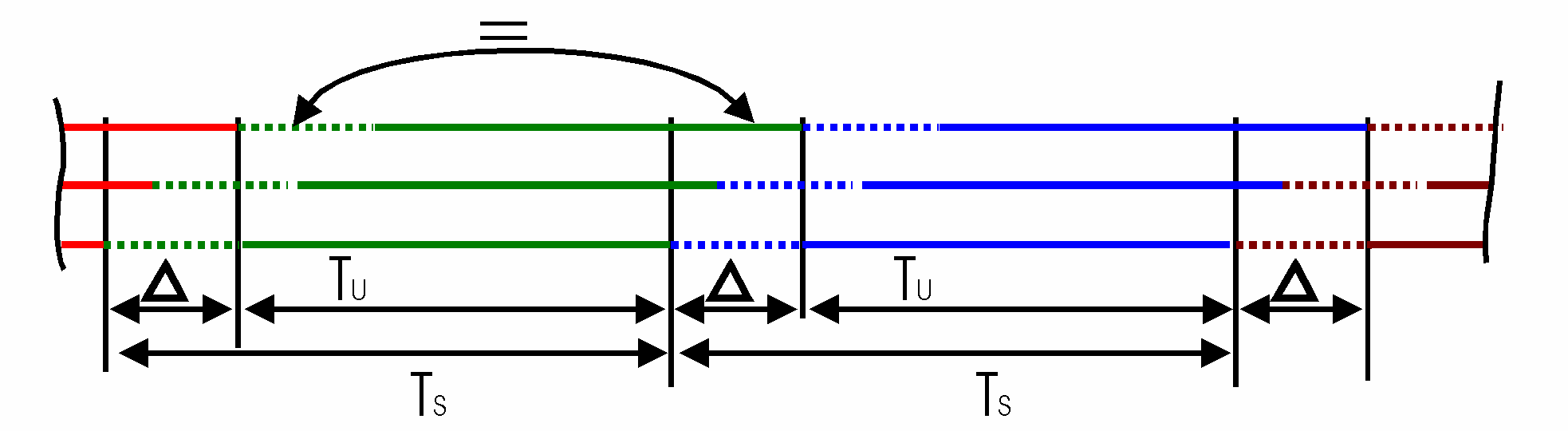
Signalen bij meerweg ontvangst. De bovenste twee zijn vertraagde signalen, die via een omweg binnen komen, het onderste is het direct ontvangen signaal. De gestippelde delen zijn guard intervallen. Als de maximale vertraging kleiner is dan de lengte van het guard interval kan de ontvanger het signaal reconstrueren

 Uit de waardes {\displaystyle c_{n}.\cos(\alpha _{n})} en {\displaystyle c_{n}.\sin(\alpha _{n})} kan de ontvanger de constellaties voor elk van de carriers terugvinden.
Bij meerweg ontvangst komt het signaal zowel direct als vertraagd binnen. In het uitgezonden signaal wordt in het guard-interval, voorafgaand aan de eigenlijke signaal een naadloos aansluitende deel van het signaal uitgezonden (dus geen fase of amplitude veranderingen in het signaal bij overgang van guard- naar signaalinterval). Het gevolg is dat als de vertraging die in het signaal ontstaat ten gevolge van ontvangst van een gereflecteerd signaal of van ontvangst van een andere zender, die hetzelfde signaal uitzendt, kleiner is dan de lengte van guard interval, de ontvanger meestal nog steeds een bruikbaar signaal ontvangt, zij het dat de amplitudes cn en fases {\displaystyle \alpha _{n}} gewijzigd zullen zijn. In het uitgezonden signaal worden met regelmaat symbolen met bekende fase en amplitude meegezonden en zijn een aantal piloot carriers aanwezig, die continu een referentiesignaal uitzenden. Daardoor kan de ontvanger de oorspronkelijke waardes van cn en {\displaystyle \alpha } terugvinden.

### Frequentie offset basisband
De hierboven vermelde formules blijven geldig als we n en k niet van 1 tot N, maar van P+1 tot P+N (P en N positief geheel) laten lopen. De basisband wordt dan met een frequentie Pf verschoven. Voor ADSL kan op deze wijze direct de gewenste band worden opgewekt, bij zenden op een RF frequentie is het voordeel dat de na de mixer ontstane zijbanden (som en verschil-frequentie van RF en basisband) (2P+2)f uit elkaar liggen. Een grote waarde van P maakt het onderdrukken van de ongewenste zijband gemakkelijk, maar voor het opwekken van de basisband is dan meer rekenwerk in het IFFT algoritme nodig.
Het RF signaal aan de mixer-ingang wordt automatisch onderdrukt omdat de basisband geen DC component bevat.